# Ольша (деревня)
Ольша — деревня в Краснинском районе Смоленской области России. Входит в состав Красновского сельского поселения. Население — 15 жителей (2009 год).
Расположена в западной части области в 31 км к северо-западу от Красного, в 5 км севернее автодороги М1 «Беларусь», на берегу реки Ольшанка. В 8 км юго-восточнее деревни расположена железнодорожная станция Красное на линии Москва — Минск.

## История
В годы Великой Отечественной войны деревня была оккупирована гитлеровскими войсками в июле 1941 года, освобождена в сентябре 1943 года.
В Ольше родился и провёл детство знаменитый советский велогонщик Сергей Терещенков, заслуженный мастер спорта, двукратный чемпион мира на треке в командной гонке преследования. Вспоминая оккупацию, он отмечал, что деревня полностью была сожжена немцами при отступлении:

Помню, как к нам входили немцы. Было это в августе месяце. Застрелили в деревне собаку, несколько кур. Потом солдаты жили в нашем доме. А у нас стояла печь-буржуйка, и они попросили её разжечь — готовили терунки, знаете, из картошки делают… И вдруг обнаружили, что нож пропал. Решили, что это мой старший брат стащил. Он укрылся в сарае, и они через дверь в него стреляли, но, слава Богу, не попали… А потом, когда разгребали угли, нашли этот нож, наверное, сами туда и забросили по ошибке. Мать пошла в штаб, что-то там сказала, и этих немцев от нас убрали… А потом, когда мы узнали, что немцы отступают, мы все прятались в лесу, боялись. И действительно, всю деревню при отступлении спалили дотла, так что мы остались без дома…
— 